# Vedrana Malec
Vedrana Malec (* 24. März 1990 in Zagreb) ist eine kroatische Skilangläuferin.

## Werdegang
Malec nimmt seit 2006 an Wettbewerben der Fédération Internationale de Ski teil. Bei den nordischen Skiweltmeisterschaften 2009 in Liberec belegte sie den 77. Platz im Sprint. Ihr erstes Weltcuprennen lief sie im Dezember 2010 in Davos, welches sie mit dem 63. Platz über 10 km klassisch beendete. Seit 2009 nimmt sie am Balkancup teil. Dabei holte sie im März 2011 in Pale über 5 km Freistil ihren ersten Sieg. Bei den nordischen Skiweltmeisterschaften 2011 in Oslo erreichte sie den 71. Rang im Sprint und den 59. Platz über 10 km klassisch. In der Saison 2012/13 kam sie im Balkancup dreimal auf den dritten und einmal auf den ersten Platz und belegte damit auch den ersten Platz in der Gesamtwertung. Ihre beste Platzierung bei den nordischen Skiweltmeisterschaften 2013 in Val di Fiemme war der 58. Platz im 15-km-Skiathlon. In der folgenden Saison belegte sie im Balkan zweimal den dritten Platz und erreichte auch den dritten Platz in der Gesamtwertung. Im Januar 2014 schaffte sie in Szklarska Poręba mit dem 38. Platz im 10-km-Massenstartrennen, ihr bisher bestes Weltcupeinzelergebnis. Ihr bestes Resultat bei den Olympischen Winterspielen 2014 in Sotschi war 53. Platz im 10-km-Massenstartrennen. In der Saison 2014/15 errang sie den dritten Platz in der Gesamtwertung des Balkancups. Dabei wurde sie in Mavrovo Zweite über 5 km Freistil und in Pale Dritte über 5 km Freistil. Beim Saisonhöhepunkt den nordischen Skiweltmeisterschaften 2015 in Falun belegte sie den 51. Platz über 10 km Freistil und im Skiathlon. Nach Platz 70 bei der Nordic Opening in Ruka zu Beginn der Saison 2015/16, holte sie sechs Siege im Balkancup und gewann damit auch die Gesamtwertung des Balkancups. In der folgenden Saison siegte sie viermal im Balkancup. Zudem errang sie dreimal den zweiten Platz und gewann damit erneut die Gesamtwertung. Bei den nordischen Skiweltmeisterschaften 2017 in Lahti kam sie auf den 61. Platz über 10 km klassisch und auf den 50. Rang im Sprint. Im folgenden Jahr belegte sie bei den Olympischen Winterspielen in Pyeongchang den 71. Platz über 10 km Freistil und den 64. Rang im Sprint.
In der Saison 2018/19 gewann Malec mit sieben Siegen zum vierten Mal die Gesamtwertung des Balkan Cups. Beim Saisonhöhepunkt, den nordischen Skiweltmeisterschaften 2019 in Seefeld in Tirol, lief sie auf den 64. Platz über 10 km klassisch, auf den 59. Rang im Sprint und auf den 53. Platz im Skiathlon. Auch in der folgenden Saison gewann sie mit fünf ersten und zwei zweiten Plätzen die Gesamtwertung des Balkan Cups. In der Saison 2020/21 holte sie drei Siege und kam damit auf den siebten Platz in der Gesamtwertung des Balkancups. Beim Saisonhöhepunkt, den nordischen Skiweltmeisterschaften 2021 in Oberstdorf, belegte sie den 63. Platz über 10 km Freistil, den 57. Rang im Sprint und den 19. Platz zusammen mit Tena Hadžić im Teamsprint. In der folgenden Saison errang sie mit zwei Siege und einen dritten Platz den fünften Platz in der Gesamtwertung des Balkancups. Bei den Olympischen Winterspielen 2022 in Peking nahm sie an vier Rennen teil. Ihre besten Platzierungen dabei waren der 52. Platz im 30-km-Massenstartrennen und der 20. Rang zusammen mit Tena Hadžić im Teamsprint.

## Siege bei Continental-Cup-Rennen
| Nr. | Datum            | Ort        | Disziplin                  | Serie      |
| --- | ---------------- | ---------- | -------------------------- | ---------- |
| 1.  | 19. März 2011    | Pale       | 5 km Freistil              | Balkan-Cup |
| 2.  | 16. März 2013    | Predeal    | 5 km klassisch             | Balkan-Cup |
| 3.  | 19. Januar 2016  | Gerede     | 5 km klassisch             | Balkan-Cup |
| 4.  | 20. Januar 2016  | Gerede     | 5 km Freistil              | Balkan-Cup |
| 5.  | 27. Februar 2016 | Ravna Gora | 5 km Freistil              | Balkan-Cup |
| 6.  | 28. Februar 2016 | Ravna Gora | 10 km Freistil             | Balkan-Cup |
| 7.  | 19. März 2016    | Pale       | 5 km Freistil              | Balkan-Cup |
| 8.  | 20. März 2016    | Pale       | 5 km Freistil              | Balkan-Cup |
| 9.  | 7. Januar 2017   | Gerede     | 5 km klassisch             | Balkan-Cup |
| 10. | 8. Januar 2017   | Gerede     | 5 km Freistil              | Balkan-Cup |
| 11. | 17. Januar 2017  | Zlatibor   | 10 km Freistil             | Balkan-Cup |
| 12. | 18. Januar 2017  | Zlatibor   | 5 km Freistil              | Balkan-Cup |
| 13. | 2. Februar 2019  | Pigadia    | 5 km Freistil              | Balkan-Cup |
| 14. | 3. Februar 2019  | Pigadia    | 5 km Freistil              | Balkan-Cup |
| 15. | 14. Februar 2019 | Mavrovo    | 5 km Freistil              | Balkan-Cup |
| 16. | 9. März 2019     | Pale       | 5 km Freistil              | Balkan-Cup |
| 17. | 10. März 2019    | Pale       | 10 km Freistil             | Balkan-Cup |
| 18. | 23. März 2019    | Gerede     | 5 km klassisch             | Balkan-Cup |
| 19. | 24. März 2019    | Gerede     | 10 km Freistil             | Balkan-Cup |
| 20. | 20. Januar 2020  | Zlatibor   | 5 km klassisch             | Balkan-Cup |
| 21. | 21. Januar 2020  | Zlatibor   | Sprint Freistil            | Balkan-Cup |
| 22. | 25. Februar 2020 | Mavrovo    | 5 km Freistil              | Balkan-Cup |
| 23. | 26. Februar 2020 | Mavrovo    | 5 km Freistil              | Balkan-Cup |
| 24. | 1. März 2020     | Pale       | 5 km Freistil              | Balkan-Cup |
| 25. | 16. Januar 2021  | Ravna Gora | 5 km klassisch             | Balkan-Cup |
| 26. | 3. Februar 2021  | Mavrovo    | 5 km Freistil              | Balkan-Cup |
| 27. | 4. Februar 2021  | Mavrovo    | 5 km Freistil              | Balkan-Cup |
| 28. | 26. Februar 2022 | Ravna Gora | 5 km klassisch             | Balkan-Cup |
| 29. | 27. Februar 2022 | Ravna Gora | 5 km klassisch Massenstart | Balkan-Cup |